# Sony SLT

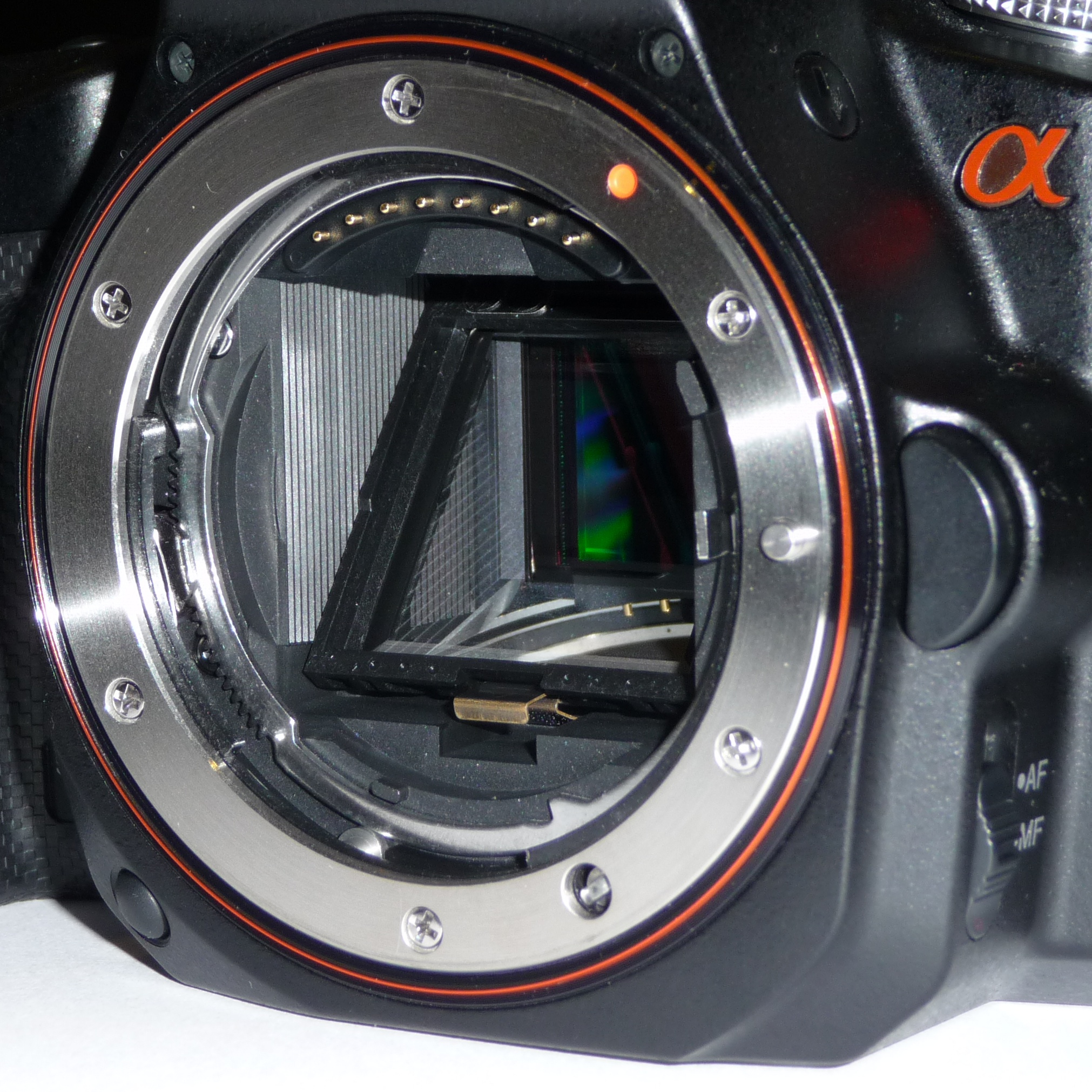
На знімку видно напівпрозоре дзеркало і світлочутливу матрицю розміщену за ним

Sony SLT (від англ. Single-Lens Translucent, single-lens — однооб'єктивна, translucent — прозора) — Комерційна назва компонувальної схеми цифрових фотоапаратів, компанії Sony, в конструкції яких використано нерухоме, напівпрозоре дзеркало. Виробництво й продаж SLT фотоапаратів тривали з 2010 по 2021 рік. Фотоапарати SLT спільно з бездзеркальними системними камерами, повністю витіснили класичні дзеркальні фотоапарати (DSLR), в продуктовій лінійці компанії Sony. Починаючи з 2013 року компанія Sony змінює принцип маркування своїх фотокамер, і акронім SLT зникає з широкого вжитку, натомість починається застосування позначення ILCA (від англ. Interchangeable Lens Camera with A-mount, interchangeable — змінна, lens — оптика, camera — камера, A-mount — байонет A). Конструктивно при цьому, нічого не змінилося і камери ILCA, побудовані на тих же принципах, що й SLT, з використанням напівпрозорого дзеркала.

## Особливості конструкції SLT камер

Схематична компоновка SLT камери
1 — Об'єктив
2 — Напівпрозоре дзеркало
3 — Центральний затвор
4 — Світлочутлива матриця
5 — Блок сенсорів автофокусу

Конструктивно SLT камера, в порівнянні з DSLR - є набагато простішою, містить менше рухомих деталей, та оптичних елементів. Основним елементом в SLT камерах — є напівпрозоре дзеркало, яке розміщене між об'єктивом і світлочутливою матрицею, під кутом 45° до оптичної осі об'єктива. Це дзеркало розподіляє світловий потік, на дві частини. Основна частина світлового потоку проходить крізь дзеркало прямо і потрапляє на сенсор зображення камери, інша ж частина (менша), відбивається вгору і потрапляє на блок сенсорів автофокусу. З тіла фотоапарата прибрано всі оптичні елементи окрім напівпрозорого дзеркала, тому візування зображення в таких камерах відбувається виключно за допомогою електронних засобів: електронного видошукача та рідкокристалічного дисплея, які формують зображення за допомогою сенсора фотоапарата. Ще однією особливістю камер з напівпрозорим дзеркалом, виробництва Sony — є наявність стабілізатора зображення, робота якого заснована на принципі зсуву матриці.

## Історія технології

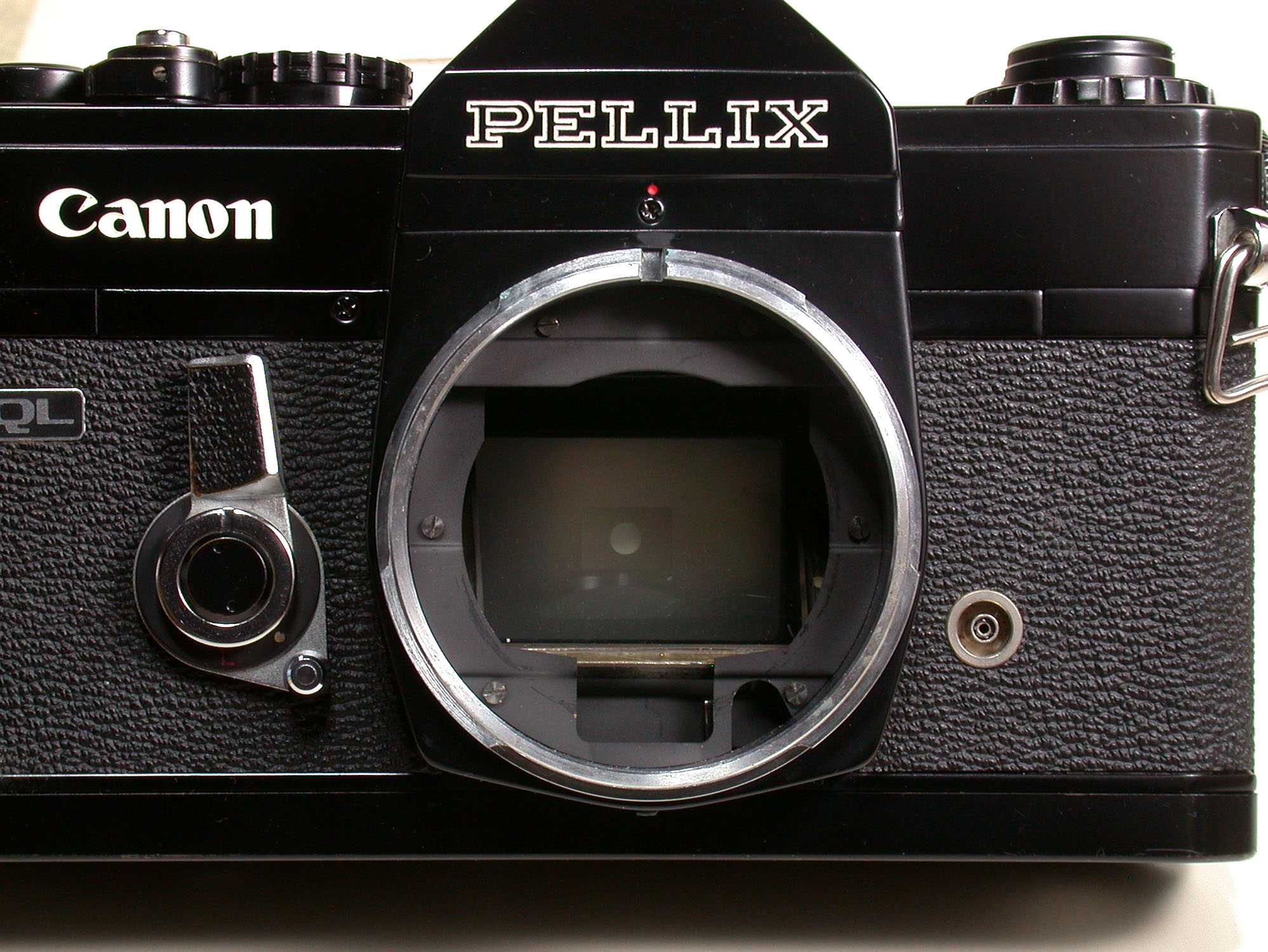
Плівкове напівпрозоре зеркало, в камері Cannon Pellix

Sony вперше застосували напівпрозоре дзеркало в конструкції саме цифрової фотокамери, але ця технологія застосовувалась в фотографії здавна. До прикладу, подібні дзеркала застосовувались в професійній Devin Tricolor Camera, що випускалась в 30-х роках XX століття. В цій камері, світловий потік, за допомогою, встановлених послідовно одне за одним, двох напівпрозорих дзеркал, розділявся на 3 частини, кожна з яких потрапляла в окремий світлофільтр і формувала зображення одного з трьох кольорів на окремому негативі. На ті часи це була передова технологія, що дозволяла отримувати кольорові фотографії доволі високої якості, за допомогою одного експонування. Першою відомою малоформатною фотокамерою, в конструкції якої було використано напівпрозоре дзеркало була — Cannon Pellix. Вона вийшла в світ, в квітні 1965 року. В якості напівпрозорого зеркала було використано надтонку плівку, товщиною всього 0.02 мм, що поділяла світловий потік на дві частини. Близько двух третин світлового потоку проходили крізь дзеркало і потрапляли на фотоплівку, а третина потоку відбивалась від дзеркала і спрямовувалась в оптичний видошукач. В подальшому компанія Canon неодноразово застосовувала цю технологію в своїх плівкових моделях (Cannon Pellix QL 1966 року, Canon F-1 High Speed Motor Drive Camera 1972 року, Canon New F-1 High Speed Motor Drive Camera 1984 року, Canon EOS RT 1989 року і Canon EOS-1N RS 1995 року). Використання напівпрозорого дзеркала, дозволяло зменшити габарити камери і підвищити щвидкість серійної зйомки. SLT камери виробництва SONY - були останніми зразками фототехніки, з використанням напівпрозорих дзеркал. На данний момент існують більш досконалі технології, для візування чи фокусування, які повністю витіснили напівпрозоре дзеркало. Навесні 2021 року, компанія SONY, зняла з виробництва й продажу останні моделі SLT камер, перейшовши до випуску виключно бездзеркальних моделей.

## Переваги й недоліки SLT камер

### В порівнянні з однооб'єктивними дзеркальними камерами
- Переваги SLT камер:
  1. Менші розміри й вага, завдяки відсутності пентапризми/пентадзеркала та механізму підйому дзеркала.
  2. Більші надійність і ресурс камери, завдяки меншій кількості рухомих деталей (відсутності механізму підйому дзеркала).
  3. Зменшення вібрацій і шуму при роботі камери, завдяки меншій кількості рухомих деталей.
  4. Можливість досягти більшої швидкості серійної зйомки, завдяки відсутності необхідності постійно підіймати й опускати рухоме дзеркало.
  5. Безперервна робота автофокусу, в тому числі й при зйомці відео, і в режимі Live View
  6. Електронний видошукач, який на сучасному рівні розвитку електроніки, по багатьом параметрам може перевершувати свій оптичний аналог (охоплення 100% кадру, виведення додаткової інформації безпосередньо у видошукач, краща контрастність та яскравість зображення, тощо).
  7. Додаткова захищеність світлочутливої матриці від бруду і пилу, під час виконання заміни об'єктивів, оскільки в даних камерах матриця постійно закрита дзеркалом. А в разі якщо таке забруднення відбулося, то заміна дзеркала буде значно дешевшою ніж заміна матриці.
- Недоліки SLT камер:
  1. Напівпрозоре дзеркало розділяє світловий потік на дві частини, тим самим зменшує кількість світла, що потрапляє на матрицю під час експонування, щоб знівелювати цей ефект доводиться або збільшувати час експонування, або підвищувати чутливість матриці. Перше незавжди можливо, а друге збільшує кількість шумів на фото.
  2. Візування постійно відбувається, через електронний видошукач чи рідкокристалічний дисплей, що постійно тримає в роботі світлочутливу матрицю фотоапарата. З цієї причини відбувається надмірний нагрів матриці, що викликає спочатку збільшення шумів на фото, а з часом може спричинити й аварійне вимкнення фотоапарата на час поки температура сенсору не прийде до норми[5]. Це також спричиняє підвищену витрату енергії і як наслідок, менший час автономної роботи камери.
  3. В разі забруднення/запилення дзеркала, цей бруд буде позначатися на якості фотографій, в той час як в класичній схемі DSLR — бруд на дзеркалі видно тільки у видошукачі, а на результат фотографування це ніяк не впливає.
  4. Електронний видошукач, програє оптичному в швидкості оновлення зображення, що може стати проблемою при зйомці динамічних сцен.

### В порівнянні з бездзеркальними системними камерами
- Переваги SLT камер:
  1. Можливість досягти більшої швидкості/якості серійної зйомки, оскільки автофокус SLT камер працює завжди, навіть при закритому затворі, що дає певну незначну перевагу над бездзеркальними камерами.
  2. Додаткова захищеність світлочутливої матриці від бруду і пилу, під час виконання заміни об'єктивів, оскільки в даних камерах матриця постійно закрита дзеркалом.
- Недоліки SLT камер:
  1. Напівпрозоре дзеркало розділяє світловий потік на дві частини, тим самим зменшує кількість світла, що потрапляє на матрицю під час експонування.
  2. Більші розміри й вага, через наявність зайвого елементу конструкції (дзеркало і його кріплення).

## Перелік SLT камер
| Модель             | Презентовано | Сенсор     | Мегапікселі | Найбільша розподільна здатність фото | Найбільша розподільна здатність відео   | Діапазон світлочутливості ISO | Діапазон витримок | Спалах                     |
| ------------------ | ------------ | ---------- | ----------- | ------------------------------------ | --------------------------------------- | ----------------------------- | ----------------- | -------------------------- |
| Sony α SLT-A33     | 15.09.2010   | APS-C      | 14          | 4592 x 3056                          | 1920 x 1080, 60 к/с                     | 100 - 12800                   | 30 - 1/4000 с     | Вбудований + башмак iISO   |
| Sony α SLT-A35     | 31.08.2011   | APS-C      | 16          | 4912 x 3264                          | 1920 x 1080, 60 к/с                     | 100 - 12800                   | 30 - 1/4000 с     | Вбудований + башмак iISO   |
| Sony α SLT-A37     | 15.06.2012   | APS-C      | 16          | 4912 x 3264                          | 1920 x 1080, 60 к/с                     | 100 - 16000                   | 30 - 1/4000 с     | Вбудований + башмак iISO   |
| Sony α SLT-A55     | 15.10.2010   | APS-C      | 16          | 4912 x 3264                          | 1920 x 1080, 60 к/с                     | 100 - 12800                   | 30 - 1/4000 с     | Вбудований + башмак iISO   |
| Sony α SLT-A57     | 15.04.2012   | APS-C      | 16          | 4912 x 3264                          | 1920 x 1080, 60 к/с                     | 100 - 16000                   | 30 - 1/4000 с     | Вбудований + башмак iISO   |
| Sony α SLT-A58     | 15.04.2013   | APS-C      | 20          | 5456 x 3632                          | 1920 x 1080, 60 к/с                     | 100 - 16000                   | 30 - 1/4000 с     | Вбудований + башмак ISO518 |
| Sony α SLT-A65     | 15.10.2011   | APS-C      | 24          | 6000 x 4000                          | 1920 x 1080, 60 к/с                     | 100 - 16000                   | 30 - 1/4000 с     | Вбудований + башмак iISO   |
| Sony α ILCA-A68    | 15.05.2016   | APS-C      | 24          | 6000 x 4000                          | 1920 x 1080, 60 к/с                     | 100 - 25600                   | 30 - 1/4000 с     | Вбудований + башмак ISO518 |
| Sony α SLT-A77     | 15.10.2011   | APS-C      | 24          | 6000 x 4000                          | 1920 x 1080, 60 к/с                     | 100 - 16000                   | 30 - 1/8000 с     | Вбудований + башмак iISO   |
| Sony α ILCA-A77 II | 15.06.2014   | APS-C      | 24          | 6000 x 4000                          | 1920 x 1080, 60 к/с                     | 100 - 25600                   | 30 - 1/8000 с     | Вбудований + башмак ISO518 |
| Sony α SLT-A99     | 15.10.2012   | Full Frame | 24          | 6000 x 4000                          | 1920 x 1080, 60 к/с                     | 100 - 25600                   | 30 - 1/8000 с     | башмак ISO518              |
| Sony α ILCA-A99 II | 30.11.2016   | Full Frame | 42          | 7952 x 5304                          | 3840 x 2160, 30 к/с 1920 x 1080, 60 к/с | 100 - 25600                   | 30 - 1/8000 с     | башмак ISO518              |